# Villa Porcia Andreetta Dell'Andrea
Villa Porcia Andreetta Dell'Andrea, detta "Rosa", è una villa veneta di Codognè, ubicata nel cuore della frazione di Roverbasso.

## Storia
Sorta nel XVIII secolo su un terreno acquistato dagli Andreetta, questa villa è l'edificio di maggior rilievo architettonico di Roverbasso: si trattava del centro delle proprietà fondiarie, coltivate a grano, della famiglia Andreetta, alla quale erano state concesse dalla Repubblica di Venezia nel secolo precedente.
Attualmente, in buono stato di conservazione, la villa è ancora sede di una azienda agricola.

## Descrizione
Villa Andreetta si compone di più parti, disposte a U.
Al centro del complesso sorge il corpo principale, di tre piani: esso ha al piano terra un portale ad arco affiancato da due oculi; al piano nobile una bifora centrale con parapetto in ferro battuto; al terzo piano una monofora con balaustra lapidea. Tutte le aperture centrali sono dotate di mascherone in chiave di volta. La sommità dell'edificio è percorsa da un cornicione dentellato; centralmente la terminazione è costituita da un timpano, sovrastato da elementi scultorei a forma di vaso.
Ai lati del corpo principale, si allungano due ali, di due piani, aperte da semplici monofore rettangolari. Alle estremità delle ali si innestano perpendicolarmente due lunghe barchesse, sulla cui superficie degli arconi a tutto sesto interrompono la monotonia delle aperture quadrangolari.
Nel giardino, tagliato da un vialetto, è presente una fontana, posta dirimpetto al portale della villa.